# Jorge Moragas
Jorge Moragas Sánchez-Brías, né le 21 juin 1965, est un diplomate et homme politique espagnol membre du Parti populaire.

## Biographie

### Vie privée
Il est marié et père de deux filles.

### Profession
Il est licencié en droit par l'Université de Barcelone et diplomate.

### Activités politiques
Il est secrétaire du conseil de sécurité national et membre du comité exécutif national du Parti populaire. Il est aussi vice-secrétaire général de la fédération populaire catalane.
Le 14 mars 2004, il est élu député pour Barcelone au Congrès des députés et réélu en 2008, 2011, 2015 et 2016.